# Geografie energií
Geografie energií (anglicky Energy geography) je subdisciplína socioekonomické geografie zabývající se prostorovými vztahy, environmentálními aspekty a sociálně-ekonomickými souvislostmi produkce, distribuce a spotřeby energie jako základními faktory všech lidských aktivit (práce, produkce, bydlení, dopravy, komunikace, vzdělávání, cestovního ruchu, atd.).
Geografie energií je interdisciplinární, tzn. integruje široké spektrum výzkumných témat od geopolitických dopadů rozdílných energetických politik a problémů mezinárodní bezpečnosti, přes globální změny klimatu, management přírodních zdrojů, rozvoj obnovitelných zdrojů energie a s tím souvisejících konfliktů o využívání krajiny, restrukturace zemědělství a potravinové bezpečnosti, až po otázky environmentální nespravedlnosti, energetické chudoby a energetické gramotnosti.

## Historie

### Počátky (1950-2000)
Původní a nejstarší publikace o geografii energií se zabývají prostorovým rozmístěním zdrojů. Za jeden z prvních příkladů je možné považovat svazek Prattanda Gooda o ropě (1950), který byl vydán Americkou geografickou společností. Ve stejném roce vydal Pierre George atlas G'eographie de l'Energie.
Na necelých patnáct let nastalo období, ve kterém se žádné knihy neobjevily. Až v roce 1964 byla vydána kniha Geografie energií (Manners), v 70. letech pak knihy Energie z pohledu geografie (Guyol), Geografie energie (Wagstaff) nebo G'eographie et'Economie Compar 'ee de l''Energie (Sevette). Tyto knihy ukázaly že spojení geografie a energie je skutečné výzkumné téma, avšak každá z knih je zaměřena na něco jiného (doprava, logistika, geopolitika, lokalizace, apod.).
Později v 70. letech 20. století hrála velkou roli AAG (Asociace amerických geografů), která začala podporovat publikování děl o geografii energií a začala vytvářet speciální odborné skupiny na jednotlivá odvětví, např. Energy and Environment Speciality, která má dnes přes 500 členů.
Mimo Spojené státy se geografie energií začala řešit i ve zbytku světa, nejvíce se publikace a výzkumy týkaly využití uhlí a ropy nebo palivových dřevin v tropech. V 60.-70. letech narůstal zájem o jadernou energii jako alternativu uhlí a i mezi geografy energií o to rostl zájem. Zájmu o jádro hodně přidaly první velké havárie jaderných elektráren (Three Mile Island v roce 1979 a Černobylská jaderná elektrárna V. I. Lenina v roce 1986). Začala se tou dobou řešit hlavně bezpečnost a rozložení jaderných elektráren, a nebo celkové zákazy jaderných elektráren.

### Rostoucí význam geografie energií (2001-2011)
Od roku 2000 vyšly pro tuto tematiku tři důležité publikace od Cutlera J. Clevelanda, a to Encyklopedie Energie, Stručná encyklopedie historie energetiky a Slovník energie. Tyto knihy se staly důležitými pro pochopení toho, jak je vhodná geografie ke studování energií. Dnes se geografie energií soustředí na jednotlivá témata pronikající do ekonomiky, politiky a problému klimatu, ale i humanitární problémy jako je nedostatek energie ve světě (3/4 energie využívá jen 1/4 populace). Mezi nejnovější snahy v tomto oboru se řadí úsilí rozšířit použití obnovitelných zdrojů energie nebo hledání využití zatím nevyužitých zdrojů energie (energie magnetického pole Země, Energie obsažena v ložiscích methylhydrátů v sedimentech kontinentálních šelfů).

## Předmět výzkumu

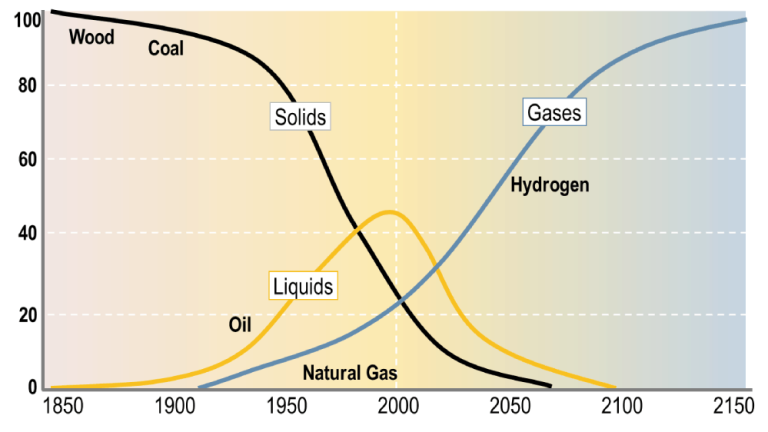
Časová osa využívání jednotlivých energetických surovin.

S poznáním nových energetických zdrojů a nových potřeb se předmět výzkumu geografie energií mění.

### Hlavními tématy/předměty výzkumu jsou
- energetické systémy různých států, kontinentů či jiných uskupení v historii a současnosti především pro porovnání lokalizačních faktorů pro průmysl (přírodní zdroje, energetická produkce, transfer energie, poměr importu/exportu apod.).
- energetické řetězy (energy chains) z různých zdrojů energie. Jde o sledování pohybu energie od prvopočátku přes zpracování energie až po její konečné využití u spotřebitele.
- geopolitické faktory a geopolitika a na to navazující dopady energetické politiky na prostor (dopady útlumu těžby uhlí na uhlí bohaté regiony, dopady zemědělské produkce energetických plodin na růst cen potravin, apod.). Energie je úzce svázána s mocí (ekonomickou, vojenskou, geopolitickou) a s vyšším rozvojem roste spotřeba energie. Dochází pak ke geopolitickým dohadům mezi státy energeticky se vyvíjejícími a státy blokujícími energetický vývoj, protože by to omezilo jejich nynější postavení na energetickém trhu (jaderná energie versus obnovitelné zdroje energie, zemní plyn versus břidlicové plyny)
- konkurenční boj jaderné energie, fosilních paliv a obnovitelných zdrojů energie. Hlavně v 60.-70. letech 20. století s nástupem jaderné energie jako zdroje. K velkému přehodnocení došlo po prvním a druhém ropném šoku (1973, 1979), kdy se začala ropa brát jako strategická surovina a začalo hledání náhrady obnovitelnými zdroji energie (v dnešní době tlak na ropné velmoci blízkého východu ohledně výstavby fotovoltaických elektráren).
- vztah mezi energií a životním prostředím (krajinou) je hlavní současné téma geografie energií společně s konceptem "energy landscapes" převzatým z fyziky a chemie. Tento vztah je zároveň úzce spjat s globálním oteplováním, klimatickými změnami a dalšími nepříznivými vlivy, které se právě snaží řešit.[2]

### Vlastnosti energetických zdrojů
Jelikož je spoustu vlastností energetických zdrojů, které můžeme pozorovat, měřit či graficky znázornit, je dobré si je jednotlivě definovat pro lepší porozumění, protože mohou být použity v jiných spojitostech a oborech.
- Dostupnost – geografická lokace zdrojů, některé mohou být široce dostupné, jiné zase naopak lokalizované, míra dostupnosti vytváří výhodný/nevýhodný obchodní objekt
- Přepravitelnost – závisí na fyzické normě zdroje a transferových technologiích, čím snadněji se dá přepravovat, tím více ji lze využívat a prodávat
- Koncentrovanost – "obsah energie", některé zdroje produkují relativně málo energie (slunce) oproti jiným, které jí produkují hodně (uhlí, ropa)
- Spolehlivost – některé zdroje lze uchovávat pro budoucnost a využít, když je zrovna potřebujeme a jiné jsou nepředvídatelné či obtížně uchovávatelné, tzv. reliabilita nabídky
- Flexibilita – jaké rozmezí má daný zdroj energie, ve kterém ho můžeme využívat (pohyb, teplo, světlo, výroba, apod.)
- Kontrolovatelnost – koreluje se spolehlivostí, i když existují zdroje, které jsou spolehlivé, ale hůře kontrolovatelné
- Dlouhodobost – udržitelnost zdroje energie, některé budou dostupné další statisíce let, jiné můžeme brzy vyčerpat
- Čistota a bezpečnost – jak velké jsou dopady na člověka a životní prostředí při využívání či získávání energie z daného zdroje, jaké následky má využívání právě tohoto zdroje, ať už lokální či globální
- Cena – souhrn všech ostatních faktorů, ohodnocení kvality a kvantity zdroje peněžním kurzem, aktuální nabídka a poptávka[4]

## Teorie třetího energetického přechodu
Vývoj ve využívání různých zdrojů energie je úzce spjat s ekonomickým a historickým vývojem společnosti. O této skutečnosti pojednává teorie třetího energetického přechodu.
První přechod je spojen s neolitickou revolucí, kdy mají lidé dostatek potravy a trvalé osídlení, s čímž roste spotřeba energie a využitím energie jako zboží (tzv. uložená energie v podobě výrobků a produktů), kdy jako zdroj energie je stále především lidská a živočišná síla pro přepravu a biomasa pro vytápění a svícení.
Druhý přechod se zařazuje do období průmyslové revoluce, kdy se ve velkém začala využívat fosilní paliva (uhlí) a na to navazující zakládání továren, rozvoj dopravy, elektřiny a vynálezy parního stroje a spalovacího motoru. Tyto nové produkty a nový životní styl byly umožněny nadbytkem levné energie a průmyslového hnojiva v zemědělství. Tento trend má za následek obrovský nárůst populace z 1 miliardy v roce 1800 na 7 miliard v roce 2010, což se začalo odrážet na větší spotřebě a objevují se lokální nedostatky některých zdrojů a nárůsty cen.
Třetí přechod je chápán jako dosažení limitu ve využívání fosilních zdrojů (ropný vrchol, rostoucí produkce CO2, změny klimatu) a vstupujeme do tzv. "postindustriální éry", která se vyznačuje nedostatkem energií, zdrojů a životního prostoru.
Před průmyslovou revolucí byla energie získávána pouze z biomasy a byla pouze z okolí, revoluce tak přinesla zdroje energie s koncentrovanou energií (ropa, uhlí) a zároveň umožnila její transport pomocí týchž energetických zdrojů. Díky elektrické energii je možné přenášet energii po celém světě a moderní technologie nás zbavují povědomí o skutečné ceně energie, kterou využíváme (snižuje se ochota lidí nést následky). Tato teorie bývá využívána v geografii energií pro pozorování vývoje různých aspektů.

## Výzkum a odborné práce

### V České republice
Geografii energií se samostatně věnuje pouze jedna univerzita, a to Univerzita Palackého v Olomouci na Přírodovědecké fakultě na katedře geografie, kde se jí věnuje tým RNDr. Bohumila Frantála, Ph.D. s členy Mgr. Stanislavem Martinátem, Ph.D., Mgr. Jindřichem Frajerem, Ph.D. a Mgr. Luciou Brisudovou, který aktuálně řeší projekt Enabling Positive Tipping Points towards clean-energy transitions in Coal and Carbon Intensive Regions (TIPPING+). Zároveň odsud pochází několik tematických publikací, které jsou k nalezení na stránkách geografického ústavu UP: https://geography.upol.cz/vyzkum-energie

### Ve světě
Mezi největší jména tohoto oboru ve světě patří Václav Smil, který se sice narodil v České republice, ale celou svou odbornou kariéru působí v Kanadě na University of Manitoba, Winnipeg. Za svou kariéru napsal 30 knih a přes 400 odborných článků na téma geografie energií, mezi nejznámější patří Energy in World History, Energy Transition–History, Requirements, Prospects a Energy in Nature and Society. Další známý geograf tohoto oboru je Martin J. Pasqualetti, který je profesorem na Arizona State University a který v roce 1979 založil Energy Specialty Group v rámci AAG a z jeho knih a publikací jsou nejvýznamnější Wind Power in View, Nuclear Decommissioning and Society, Geography in America at the Dawn of the 21st Century.